# Krassiw (Stryj)

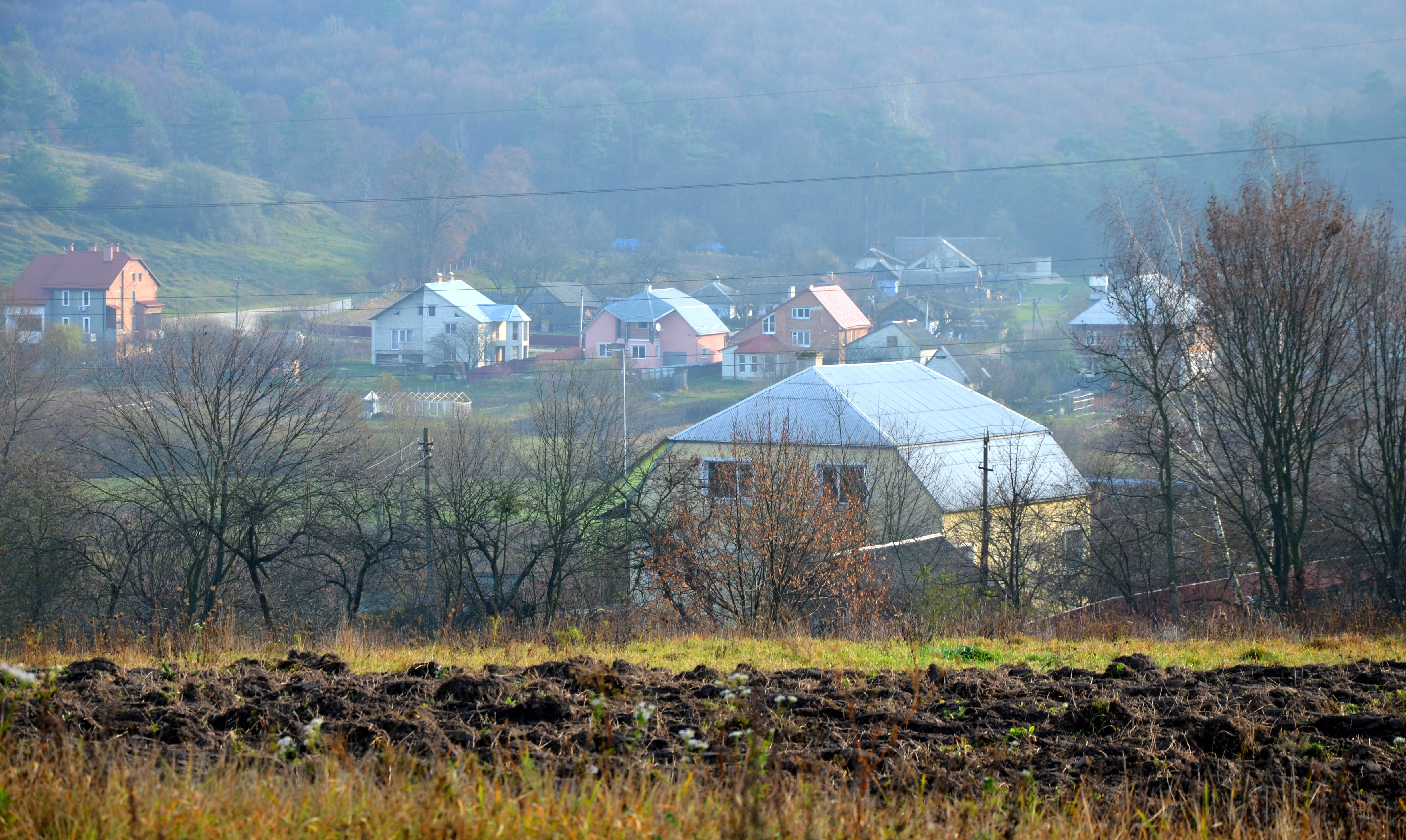
Krassiw

Krassiw (ukrainisch Красів; russisch Красов Krassow, polnisch Krasów) ist ein Dorf in der westukrainischen Oblast Lwiw mit etwa 430 Einwohnern.
Mit dem Dorf Poljana gehörte es bis 2015 zur gleichnamigen Landratsgemeinde, am 5. September 2015 wurde das Dorf ein Teil der neugegründeten Landgemeinde Trostjanez im Rajon Mykolajiw. 2020 wurde die Rajonszugehörigkeit zum Rajon Stryj geändert. 

## Geschichte
Der Ort wurde im Jahre 1421 als między Krasowem und später als villa Craschow (1444), Crassow (1465), Craszow (1515) Krassow (1578), Krasow (1649), z Krasowym (1661–1665), Krasów (1765) erwähnt. Der Name ist entweder vom Namen des Urbesitzers (Kras || Krasa) oder vom Adjektiv krasy (bunt, kunterbunt, hübsch) abgeleitet.
Das Dorf gehörte zunächst zur Adelsrepublik Polen-Litauen, Woiwodschaft Ruthenien, Lemberger Land. Bei der Ersten Teilung Polens kam das Dorf 1772 zum neuen Königreich Galizien und Lodomerien des habsburgischen Kaiserreichs (ab 1804).
Im Jahre 1900 hatte die Gemeinde Krasów 107 Häuser mit 616 Einwohnern, davon 560 ruthenischsprachige, 52 deutschsprachige, 4 polnischsprachige, 524 griechisch-katholische, 40 römisch-katholische, 4 Juden, 48 anderen Glaubens.
Nach dem Ende des Polnisch-Ukrainischen Kriegs 1919 kam Krasów zu Polen. Im Jahre 1921 hatte die Gemeinde Krasów 116 Häuser mit 666 Einwohnern, davon 359 Ruthenen, 300 Polen, 6 Juden (Nationalität), 1 anderer Nationalität, 570 griechisch-katholische, 45 römisch-katholische, 41 evangelische, 1 anderer Christ, 9 Juden (Religion).
Im Zweiten Weltkrieg gehörte es zuerst zur Sowjetunion und ab 1941 zum Generalgouvernement, ab 1945 wieder zur Sowjetunion, heute zur Ukraine.

### Reichenbach
Im Jahre 1789 wurden im Zuge Josephinischen Kolonisation auf dem Grund des Dorfes Krasów deutsche Kolonisten lutherischer Konfession angesiedelt. Die Kolonie wurde Reichenbach genannt und wurde eine unabhängige Gemeinde. Die Protestanten gehörten zur Pfarrgemeinde Dornfeld in Evangelische Superintendentur A. B. Galizien.
Im Jahre 1900 hatte die Gemeinde Reichenbach 33 Häuser mit 203 Einwohnern, davon 182 deutschsprachige, 3 polnischsprachige, 18 ruthenischsprachige, 14 griechisch-katholische, 4 römisch-katholische, 7 Juden, 178 anderen Glaubens.
Im Jahre 1921 hatte die Gemeinde Reichenbach 37 Häuser mit 231 Einwohnern, davon 135 Deutschen, 70 Ruthenen, 19 Polen, 7 Juden (Nationalität und Religion), 129 evangelische, 70 griechisch-katholische, 19 römisch-katholische.